# Таблички из Виндоланды

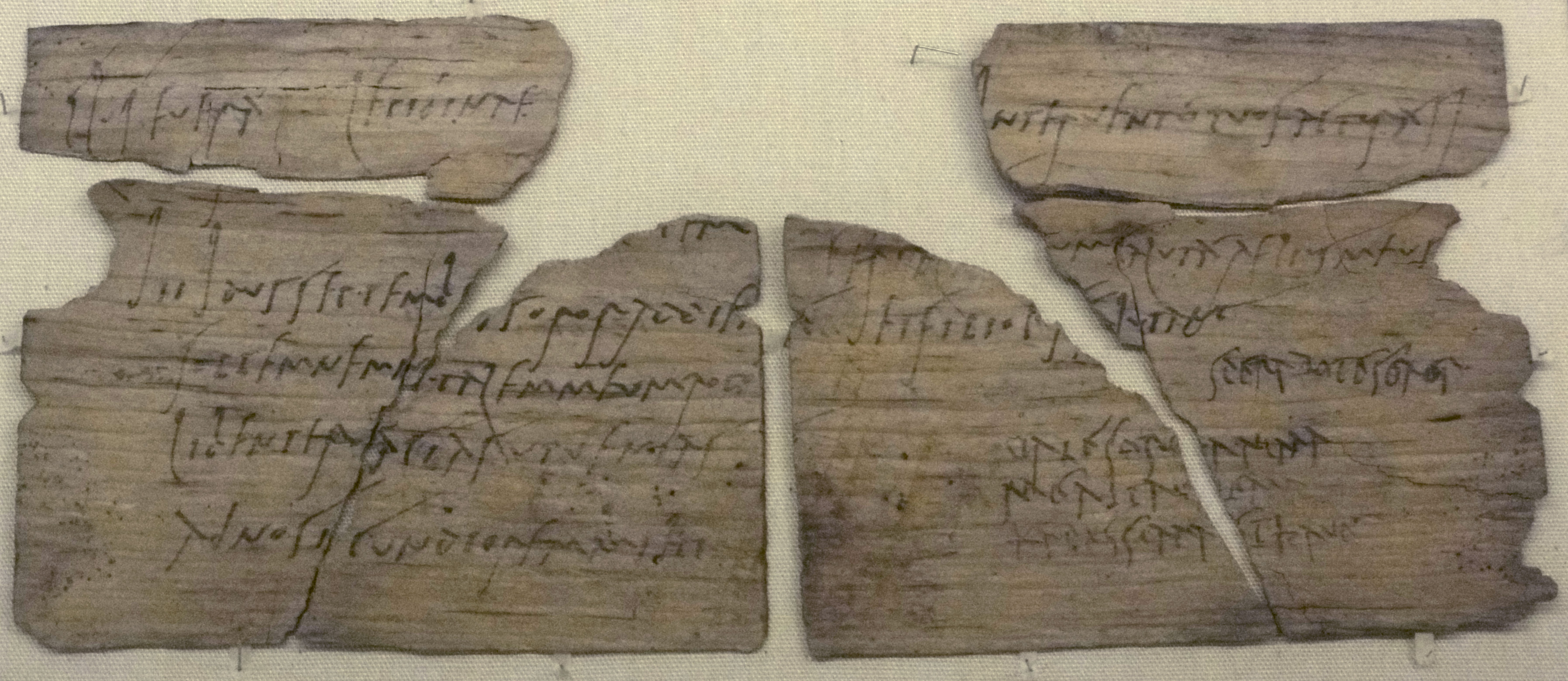
Клавдия Севера приглашает Сульпицию Лепидину на день рождения. Виндоландская табличка № 291

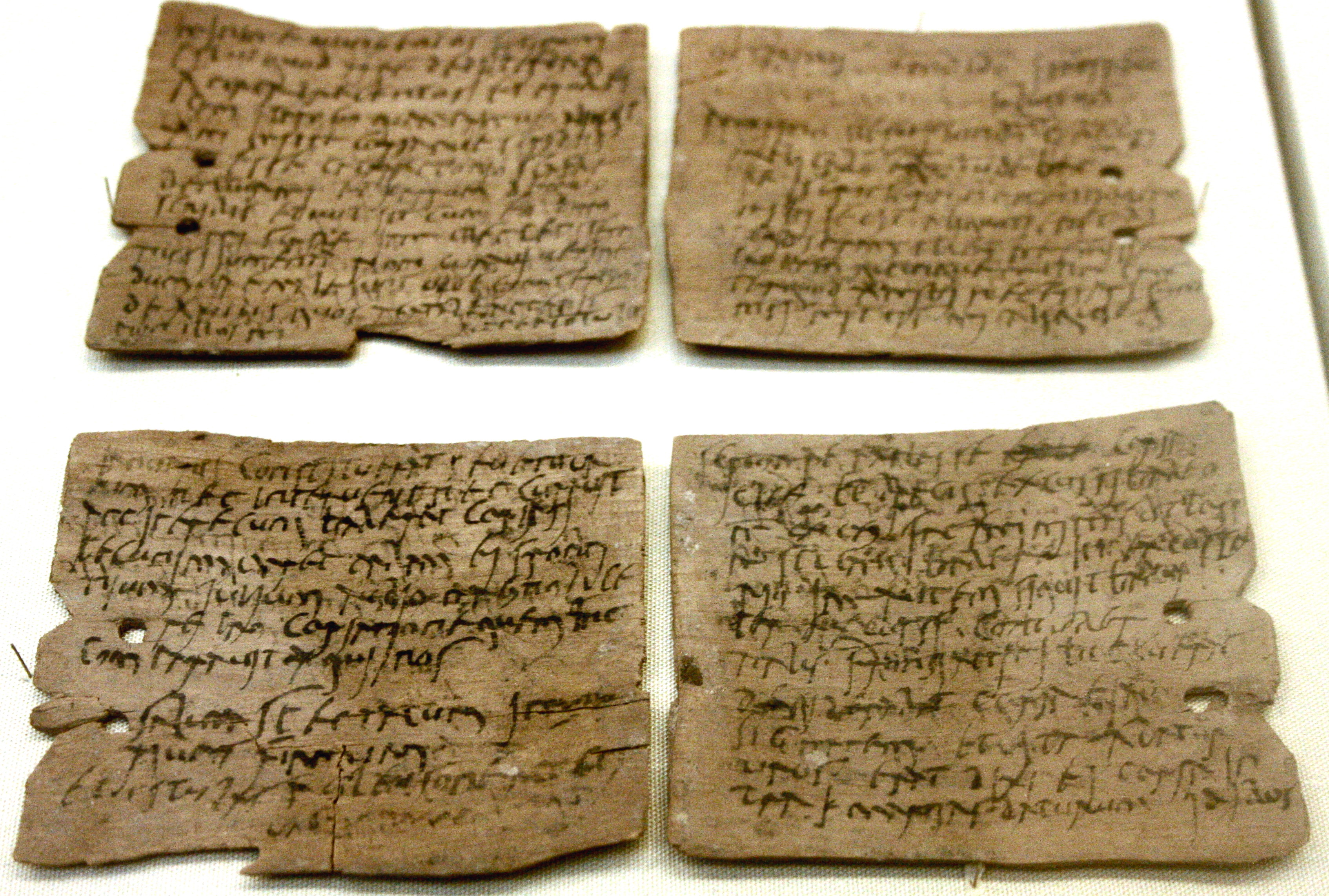
Табличка 343: Письмо Октавия Кандиду о запасах пшеницы, шкур и жил

Таблички из Виндоланды (англ. Vindolanda tablets, лат. Tabulae Vindolandenses) — деревянные дощечки (таблички), датируемые I—II веками нашей эры, памятники бытовой письменности Римской Британии, старейшие сохранившиеся британские письменные документы.
Аналоги виндоландских табличек известны в других культурах (восточнославянские берестяные грамоты, мокканы в Японии периодов Нара и Хэйан и др.).

## Открытие и публикация

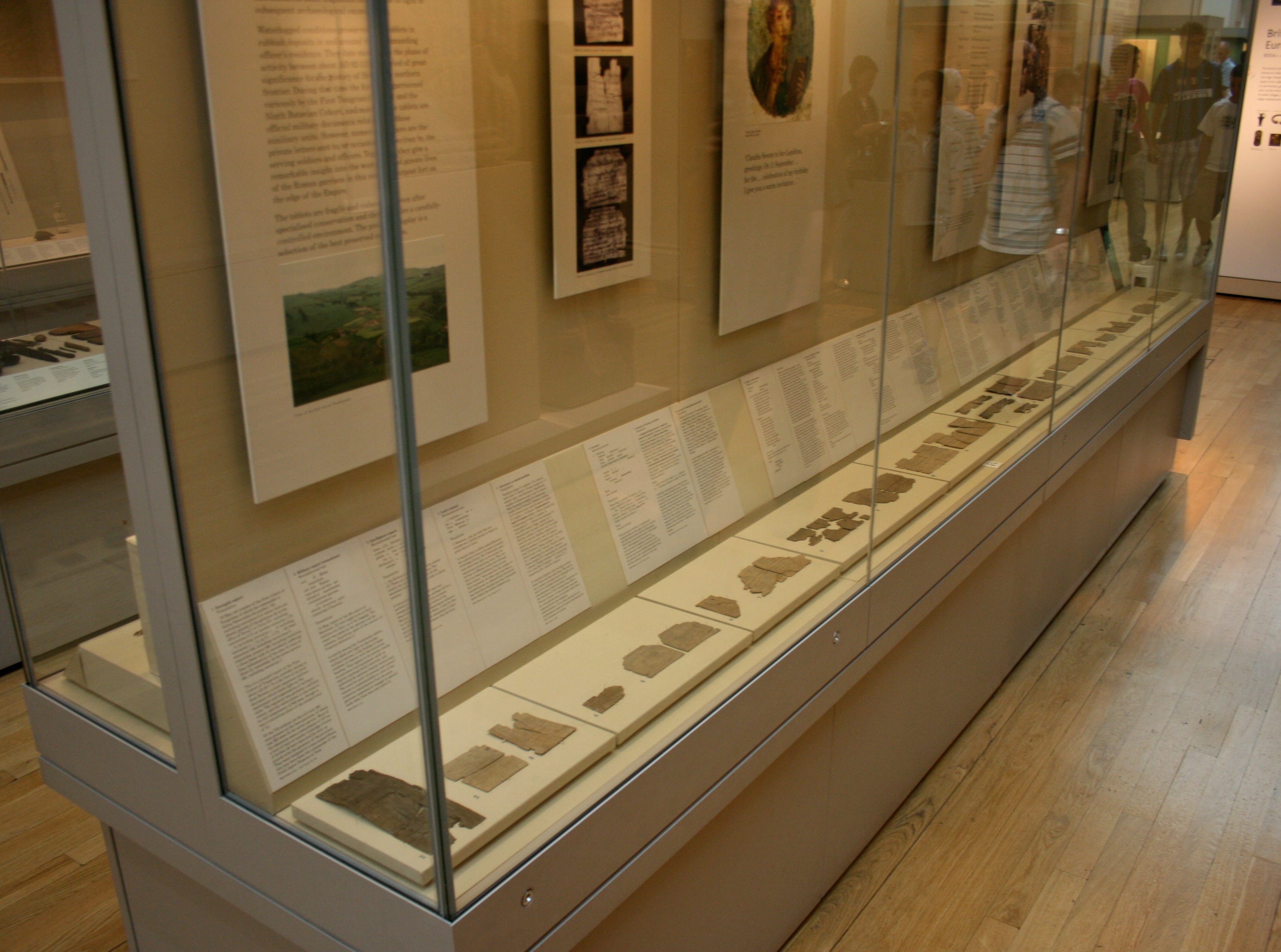
Таблички в Британском музее

Открыты в 1973 году археологом Робином Бирли в ходе раскопок римского форта Виндоланда, входящего в ряд римских фортификационных укреплений стены Адриана в Северной Англии. На 2010 год найдено 752 таблички. Новые находки продолжаются.
Таблички хранятся в Британском музее. Наиболее интересные таблички доступны в основной экспозиции музея; подписи в витрине включают в себя транскрипцию и перевод. По мере раскопок и обнаружения новых документов они публикуются в академической серии под руководством профессора Оксфордского университета антиковеда Алана Боумэна.

## Описание

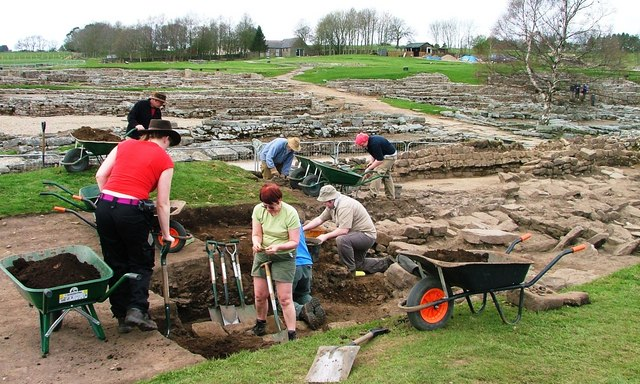
Археологи за работой в Виндоланде, 2006 г.

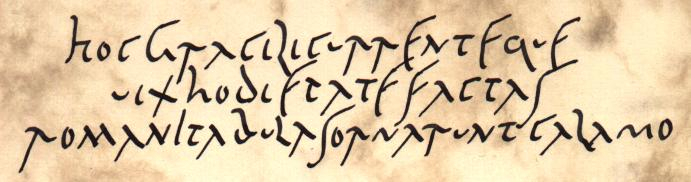
Иллюстрация древнеримской скорописи

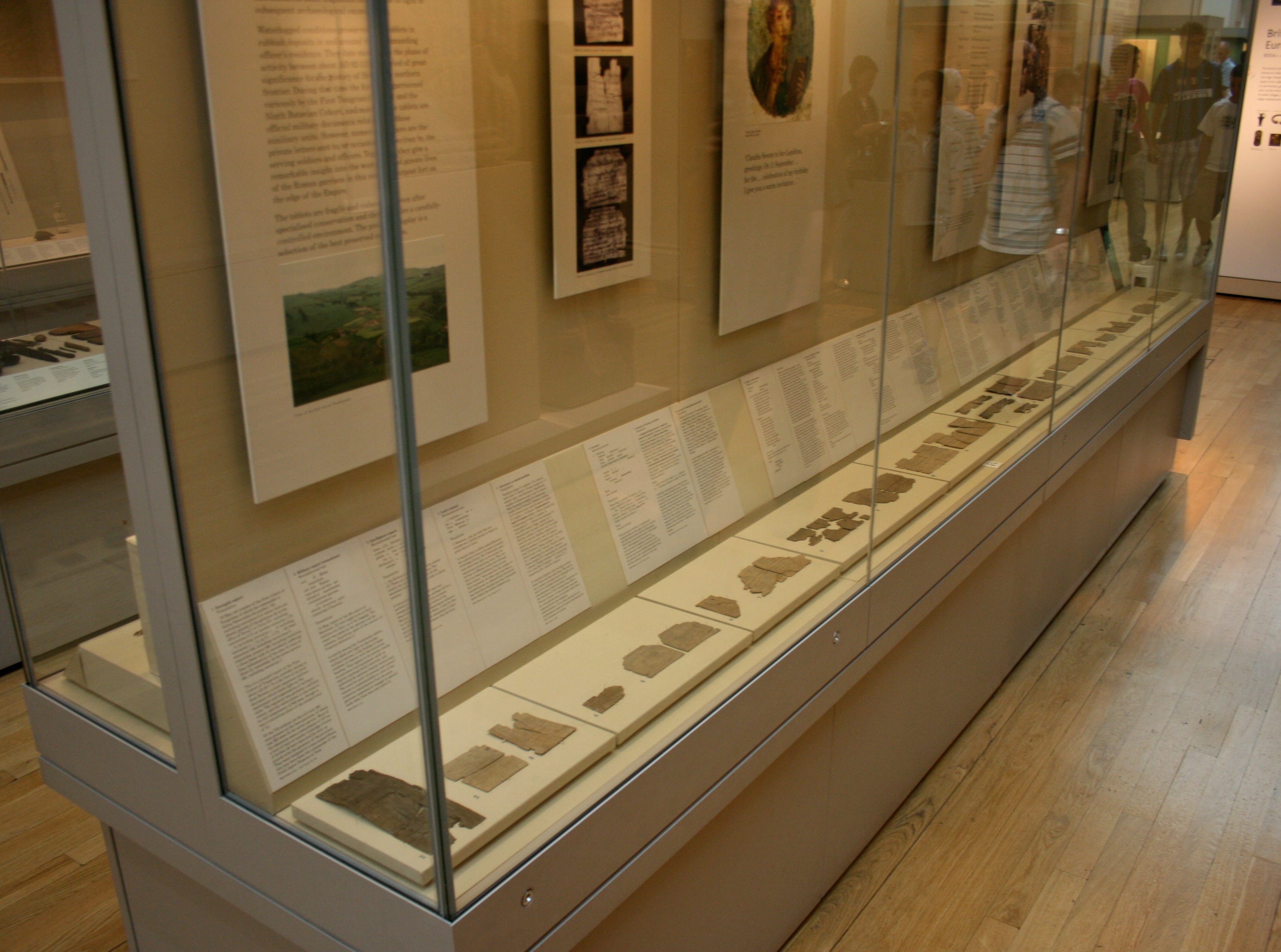
Таблички в Британском музее

Деревянные таблички из крепости Виндоланд были первыми сохранившимися образцами писем, написанных чернилами в римские времена. Есть записи о том, что в то время использовались чернильные письменные доски, например, в III веке Иродианос писал о письменной доске из липы, которую разрезали на тонкие пластины, и которые затем складывали в текст, и связывали. Для этого отверстия были подготовлены заранее.
Большинство из них имеют толщину менее миллиметра, их изготавливали путем резания острым ножом тонких слоёв мягкой древесины молодых деревьев — вероятно, по той же технологии, которая использовалась для изготовления виниров. От восковых табличек они различаются по толщине, происхождению и использованию. Восковые таблички часто импортировались, были относительно толстые, и использовались многократно (на воске царапалась надпись, которая затем разглаживалась). Таблички из Виндоланды намного тоньше и одноразовые. Они содержат латинские надписи, написанные так называемым «старым римским курсивом», который использовался до III-го века нашей эры. Качество письма очень разнится, от элегантного написания профессиональных писцов до неуклюжих заметок.
Авторы были в основном образованы, но они не были интеллектуалами. Таблички содержат в основном личные записи лиц, выполняющих официальные функции в лагере — они не являются государственными регистрами, но информация, которую они содержат, касается официальных вопросов, таких как передвижение армии, учёт, деятельность лагеря (например, приказы квартирмейстера) и вопросы легионеров (например, списки покупок или запросы на отпуск). Среди них, например, вопрос о декурионе по имени Маскулус Флавиус для инструкций на следующий день для подчинённых ему людей и просьбы отправить больше пива в гарнизон. Кроме того, также есть записи о купцах, женщинах и рабах.

## Внешний вид и технология
Виндоландские таблички — тонкие (менее 3 мм) деревянные дощечки, размером в современную открытку (20×8 см). Использовалась древесина различных местных растений — берёзы, липы и дуба, в отличие от восковых табличек, древесина для которых импортировалась. Дощечки надрезались посередине и складывались вдвое, текстом внутрь. Это первые обнаруженные римские рукописи такого типа (раньше были известны только папирусы римской эпохи, найденные в основном в Северной Африке); позже небольшое количество табличек было найдено также в Карлайле (Лугуваллии). При перестройке сооружений форта старые таблички, рассматривавшиеся как мусор, в большом количестве вместе с другими ненужными вещами выбрасывались во двор претория, мастерских и других зданий; там их пытались сжечь, что удалось не полностью. До наших дней таблички сохранились благодаря особым свойствам болотистой почвы.
Текст на таблички нанесён угольными чернилами римским курсивом I—II веков. Сохранность букв не всегда удовлетворительна, для прочтения часто требуется инфракрасная съёмка и особое сканирование. Командой исследователей табличек из Виндоланды разработаны специальные компьютерные программы для улучшения видимости следов, оставленных пером, и отделения букв от случайных штрихов.

## Датировка
Большинство табличек относится к периоду до сооружения стены Адриана. Из пяти выделяемых археологами слоёв наиболее богат находками слой 3, относящийся ко временам Нервы и Траяна (97—105 годы); в этот период в форте проводилась реконструкция ряда зданий. Таблички, содержащие указание на год (а не день) в тексте, немногочисленны, и приводимые там имена консулов также соответствуют 102—105 годам. При Адриане (после 120 года) форт был существенно перестроен, старые деревянные здания снесли и выстроили новые, гораздо более качественные. К периоду после 120 года (верхнюю границу определить сложно) относятся очень немногие таблички.

## Содержание
Гарнизон Виндоланды составляли бойцы вспомогательных единиц — первой когорты тунгров (германского племени, жившего в основном на территории современной Бельгии) и девятой когорты батавов (германцев с территории современных Нидерландов). Ближайший легион — IX Испанский легион — располагался в Йорке (Эбураке). Некоторые люди, упоминаемые в документах, носят кельтские или германские имена; их командиры, возможно, также были уроженцами северных провинций, чьи семьи получили римское гражданство сравнительно недавно, но уже были романизированы и свободно владели латынью.
Таблички из Виндоланды содержат как официальную или полуофициальную военную документацию разного уровня (переписку римских командиров, отчёты, списки поступающей в гарнизон провизии, различных вещей), так и частную переписку. Наиболее известно письмо Клавдии Северы, жены Элия Брокха, командира соседнего форта (вероятно, называвшегося Брига), к даме по имени Сульпиция Лепидина, жене виндоландского командира префекта девятой когорты батавов Флавия Цериала, с приглашением на свой день рождения (табличка 291). Севера «сердечно приглашает» подругу на праздник, который должен состояться 11 сентября, и далее шлёт приветы «твоему Цериалу» от себя, а также от «моего Элия и сыночка». Всё это написано одной рукой (очевидно, писца), далее следует приписка другой рукой (очевидно, рукой самой Северы): «Я жду тебя, сестра. Прощай, сестра, душа моя, приветствую тебя и желаю тебе всего самого наилучшего» (Sperabo te soror. Uale soror anima mea ita ualeam karissima et haue). Это письмо, датированное примерно 100 годом н. э., — один из старейших документов, написанных женщиной. Некоторые таблички содержат литературные цитаты — отрывки из «Энеиды» Вергилия, использовавшейся в античности для обучения письму (вероятно, это детские упражнения).
Таблички расширяют знания о географии римской Британии; в них упоминаются многие другие римские укрепления и населённые пункты (не все из них идентифицированы с полной уверенностью). Большинство этих названий также относятся к северобританскому региону; лишь в единичных табличках есть упоминания о поездках в Лондиний (Лондон), Галлию и даже Рим.
Таблички являются важным свидетельством уровня грамотности в римской армии, источником по истории латинского языка и палеографии. Подобно древнерусским берестяным грамотам, они знакомят нас с деталями древнего быта, сведения о которых не сохранились в книжных памятниках. Например, мы узнаём, что римские солдаты носили трусы (лат. subligaria), а военные из гарнизона презрительно называли коренное бриттское население «британчики» (brittunculi).